# 캘리포니아 여자
《캘리포니아 여자》(영어: Encino Woman 혹은 California Woman)는 미국의 1996년 판타지 코미디 텔레비전 영화이다. 1992년 영화 《원시 틴에이저》의 속편이며, 1996년 4월 20일에 ABC에서 최초로 방영되었다. 극저온 상태로 보존되어 온 선사 시대 혈거인 여성이 1990년대의 로스앤젤레스에서 지진의 여파로 깨어나면서 벌어지는 소동을 그린다. 

## 출연진
- 캐서린 쿠지 - 루시 역
- 코리 파커 - 데이비드 호슨펠트 역
- 애너벨 거위치 - 크리스 역
- 존 커시어 - 장 미셸 역
- 제이 토머스 - 마빈 레클러 역
- 릭 오버턴 - 라지 역
- 클래런스 윌리엄스 3세 - 제이비어 역
- 조엘 머리 - 존스 씨 역
- 크리스 호건 - 로저 역
- 얼리사 도너번 - 이바나 역
- 술리 매컬러 - 마커스 역
- 머리사 리비시 - 피오나 역
- 제프 로스 - 스미스 씨 역
- 보브캣 골드스웨이트 - 요기 팩실 역
- 스펜서 개릿 - 보비 역

## 우리말 녹음
KBS 성우진 (2001년 5월 13일)
- 김일 - 데이비드(코리 파커)
- 함수정 - 루시(캐서린 쿠지)
- 문지현 - 크리스(애너벨 거위치)
- 장광 - 마빈(제이 토머스)
- 김정호 - 장 미셸(존 커시어)
- 주유랑 - 이바나(얼리사 도너번)
- 강구한 - 촬영 감독
- 김소형 - 로저(크리스 호건)
- 김순영 - 피오나(머리사 리비시)
- 이호인 - 스미스(제프 로스)
- 안종익 - 로스(조엘 머리)
- 이진화
- 김승태 - 마커스(술리 매컬러)
- 이원준